# DeMar DeRozan
DeMar Darnell DeRozan (Compton (Californië), 7 augustus 1989) is een Amerikaans basketballer die doorgaans als shooting-guard speelt. Hij werd in 2009 gedraft door de Toronto Raptors, dat hij in 2018 verruilde voor de San Antonio Spurs. DeRozan speelde in zijn beginjaren voor de University of Southern California.

## High school
DeRozan ging in zijn jeugdjaren naar Compton High School, waar hij gezien werd als een van de beste basketballers van de eindklas van 2008 van heel het land.
Hij speelde alle vier de jaren in high school voor het varsity basketbalteam en maakte als senior gemiddeld 29.2 punten en 7.9 rebounds.
DeRozan leidde zijn ploeg tot een 26-6 stand en kreeg voor zijn prestaties de Moore League Most Valuable Player toegekend. Hij maakte ook deel uit van het 2008 McDonald's All-American Team en won de 2008 McDonald's All-American Slam Dunk Competition. Hij werd vervolgens uitgenodigd om te spelen in de 2008 Jordan Brand Classic, in Madison Square Garden, en de Nike Hoop Summit, waarin hij zeventien punten maakte. Hij sleepte met zijn prestaties verscheidene prijzen in de wacht.

## College
In november 2007 tekende DeRozan een contract met de University of Southern California om basketbal te spelen voor de Trojans. Hij verkoos die boven de universiteit van Arizona en die van North Carolina.
In de eerste wedstrijd die hij speelde voor de Trojans maakte hij meteen de meeste punten van de ploeg en zeven rebounds. Hij zette daarmee direct de toon voor het seizoen. Hij begon in alle 35 duels voor de Trojans en maakte daarin gemiddeld 13,9 punten, 5,7 rebounds en 1,5 assists.

## NBA

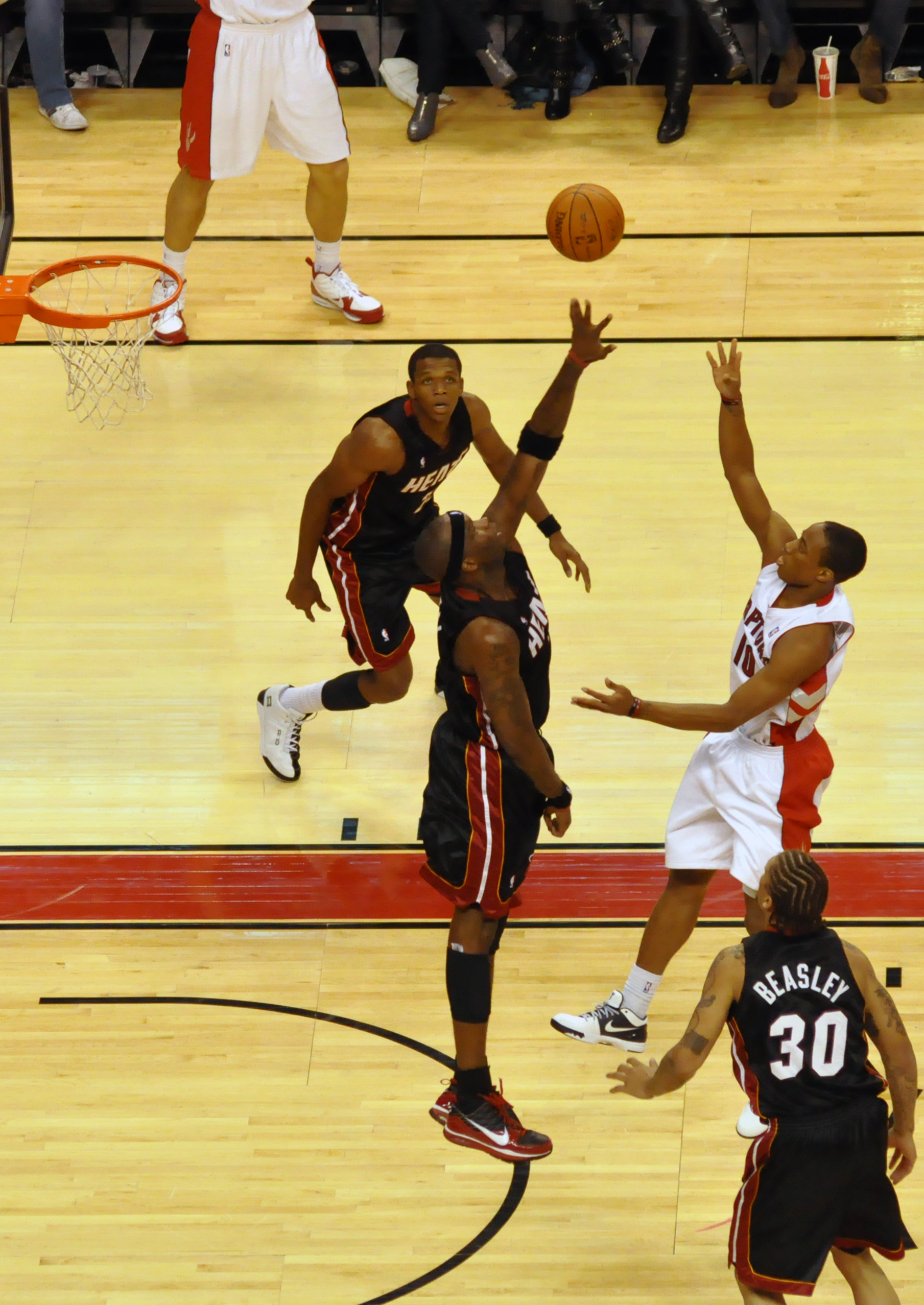
DeRozan schiet over Jermaine O'Neal in een wedstrijd in 2009

In april 2009 kondigde DeRozan aan dat hij deel zou nemen aan de NBA Draft van 2009 en dat hij niet meer ging spelen voor de Trojans in de laatste drie jaren van college die hem nog restten.
Op 25 juni 2009 werd hij als negende gekozen door de Toronto Raptors. Hij vertelde dat de reden van zijn vroege vertrek in USC zijn zieke moeder was, die aan lupus erythematodes lijdt. Hij wilde op deze manier betere omstandigheden verkrijgen om haar beter te kunnen verzorgen. Op 9 juli 2009 kreeg hij een contract bij de Raptors als rookie. In de Sprite Slamdunk Competition van 2010 verloor DeRozan in de finale van drievoudig kampioen Nate Robinson. In 2011 eindigde hij in dezelfde wedstrijd op de derde plaats. Op 22 januari 2014 maakte DeRozan de meeste punten in zijn carrière, 42, tegen de Houston Rockets. Op 18 juli 2018 werd DeRozan samen met Jakob Pötl getraded naar de San Antonio Spurs in ruil voor Kawhi Leonard. Hij tekende een driejarig contract met een salaris van 28,3 miljoen dollar per jaar. In de zomer van 2021 heeft DeRozan een nieuw contract getekend bij de Chicago Bulls voor 3 jaar, en een totale waarde van 82 miljoen dollar.